# Mengeš
Mengeš () je mesto z 8.500 prebivalci v Sloveniji in središče občine Mengeš.
Mengeš leži na zahodnem delu Kamniškobistriške ravnine, zahodno od Domžal ob cesti Trzin-Kamnik. Južno od mesta se poselitev nadaljuje z Loko pri Mengšu.
Mengeš je industrijsko središče z manjšimi obrati tekstilne in živilske industrije. Večji je obrat farmacevtske tovarne Lek. Značilne obrti so pečarstvo, slamnikarstvo, sedlarstvo. Mengeš je znan tudi po glasbilarstvu, predvsem po izdelovanju harmonik, saj v mestu nastajajo glasbila znamk Melodija glasbila, Zupan, Kapš in Burgar.

## Kulturna dediščina
Ob naselju so našli grobišča iz halštatskega in latenskega obdobja. Mengeš se prvič omenja 1154, trške pravice pa ima od 1867. Nekdanjo romansko cerkev sv. Mihaela so preuredili v gotsko. Ohranjena sta prezidani prezbiterij in samostojno stoječ gotski zvonik, ki je bil hkrati obrambni stolp tabora. Krstilnik v cerkvi je delo J. Plečnika

## Izvor krajevnega imena
Krajevno ime je verjetno prevzeto iz bavarskega srednjevisokega nemškega imena Meingos(purch), kar vsebuje osebno ime Meingoz in purch v pomenu grad. Krajevno ime torej prvotno pomeni grad katerega lastnik je Meingoz. V arhivskih zapisih se kraj omenja leta 1154 do 1156 kot Meingosburg, 1214 do 1220 Mengospurch, 1226 Mengozesburc in 1243 kot Meingospurch.

## Pomembne osebnosti
- Franc Jelovšek, baročni slikar
- Avguštin Hallerstein, naravoslovec, astronom in misijonar
- Janez Trdina, slovenski pisatelj, prof. zgodovine in zemljepisa
- Mihael Stare, gospodarstvenik, gradbenik in podjetnik, graščak
- Ivan Vesel – Vesnin, eden prvih slovenskih prevajalcev iz ruščine, duhovnik
- Franc Novak, začetnik slovenske stenografije, prof. grščine in latinščine
- Franja Trojanšek – Zorana, pesnica
- Franc Ropret, rezbar in kipar
- Polonca Juvan, dramska igralka
- Peter Lipar, kapelnik in župan
- Srečko Gregorc, pisatelj, duhovnik msgr.
- Janez Veider, umetnosti zgodovinar in pisatelj, duhovnik
- Anton Šuštar, samouki slikar, rezbar in glasbenik
- Janko Testen, slikar ekspresionist
- Joc Pečečnik, slovenski podjetnik in igralec pokra
- Ljudevit Merčun, slovenski zdravnik internist
- Marko Žerovnik, geograf, kartograf, ravnatelj, potopisec, pisatelj in pesnik
- Zdravko Kopitar, slovenski biolog
- Tone Škarja, alpinist, gorski reševalec, fotograf
- Ivan Sivec, pisatelj, publicist

## Rekreacija
Ob robu naselja je sodobna rekreacijska dvorana s teniškimi igrišči. Nad naseljem je na razglednem griču Gobavica (435 m) Mengeška koča, pod njo pa krajša smučarska vlečnica, smučarska skakalnica in trim steza. Zahodno od Mengša je umetno jezero Pristava.